# گوستاو تئودور فخنر
گستاو تئودور فخنر (Gustav Theodor Fechner) فیزیکدان، فیلسوف و روان‌شناس آلمانی بود.
در دهکده کوچکی واقع در جنوب غربی آلمان در سال ۱۸۰۱ میلادی به دنیا آمد. او تحصیلات پزشکی را در دانشگاه لایپزیک در ۱۶ سالگی آغاز کرد و تا پایان عمر در لایپزیک باقی‌ماند. و در سال ۱۸۸۷ میلادی در گذشت.
معمولاً او را بنیان‌گذار علم روان‌شناسی تجربی می‌دانند همچنین در سال ۱۸۶۰ کتابی بنام «اصول سکوفیزیک» منتشر نمود
جانبداری او از انسان گرایی حتی پیش از آنکه از دانشکده پزشکی فارغ‌التحصیل شود علایمی از عصیان علیه ماده گرایی حاکم بر تربیت علمی او را نشان داد.
ساعتهای زیادی را که فخنر صرف مراقبه و تفکر می‌کرد موجب شد که آگاهی مذهبی و علاقه او به مسئله روح گسترش یابد. هنگامی که به فلسفه روی آورد نیروی کامل نبوغ خود را به رابطه بین ذهن و بدن معطوف داشت. او به این باور رسید که هر دو همانندند و هر دو جنبه‌های یک وحدت بنیادی هستند. آنها همانگونه به یکدیگر مربوطند که درون و بیرون یک دایره. تفاوت ظاهری بین این دو از نحوه دید افراد نسبت به آن‌ها ناشی می‌شود.
اما شهرت او از پسیکوفیزیک او ناشی می‌شود، نه از فلسفه‌اش، هر چند کوشش وی برای اثبات تجربی دیدگاه فلسفی اش مرحله مهمی ار تاریخ روان‌شناسی به‌شمار می‌رود.